# Asociación de Fútbol de Gambia
La Asociación de Fútbol de Gambia (en inglés: Gambia Football Association; abreviado GFA) es el organismo rector del fútbol en Gambia. Fue fundada en 1952 y desde 1966 es miembro de la FIFA y de la CAF. Organiza el campeonato de Liga y de Copa, así como los partidos de la selección nacional en sus distintas categorías.